# Mojácar
Mojácar is een gemeente in de Spaanse provincie Almería in de regio Andalusië met een oppervlakte van 71 km². In 2007 telde Mojácar 6507 inwoners.
Mojacar is verdeeld in 2 delen. Het eigenlijke dorpje Mojacar ligt op een heuvel, en is nog traditioneel Spaans met smalle, steile straatjes. Het heeft enkele gezellige tavernes en pleintjes, en enkele restaurants. Het meer toeristische Mojacar ligt aan zee, en heeft een strandpromenade met vooral restaurants, tavernes en pubs, en waar ook alle hotels en vakantie-appartementen te vinden zijn.

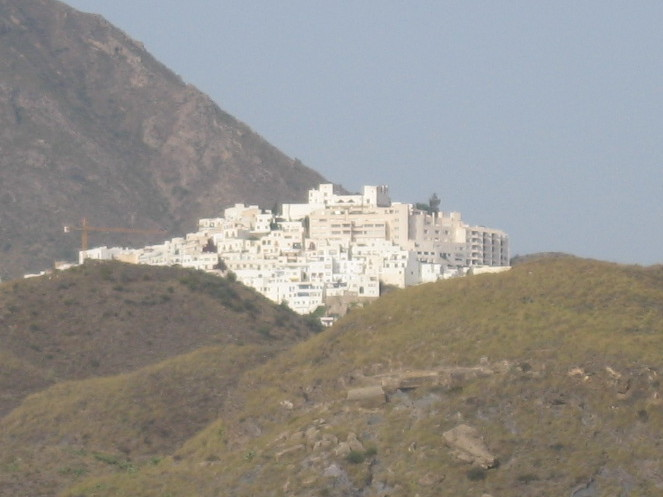
Uitzicht op Mojácar
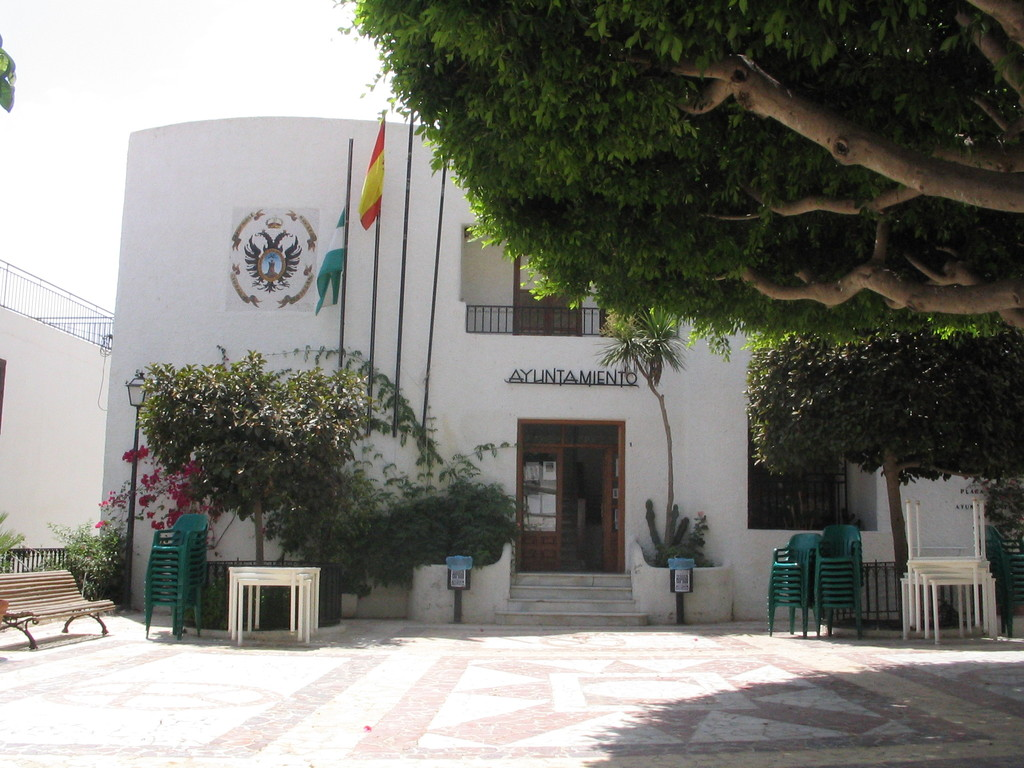
Gemeentehuis
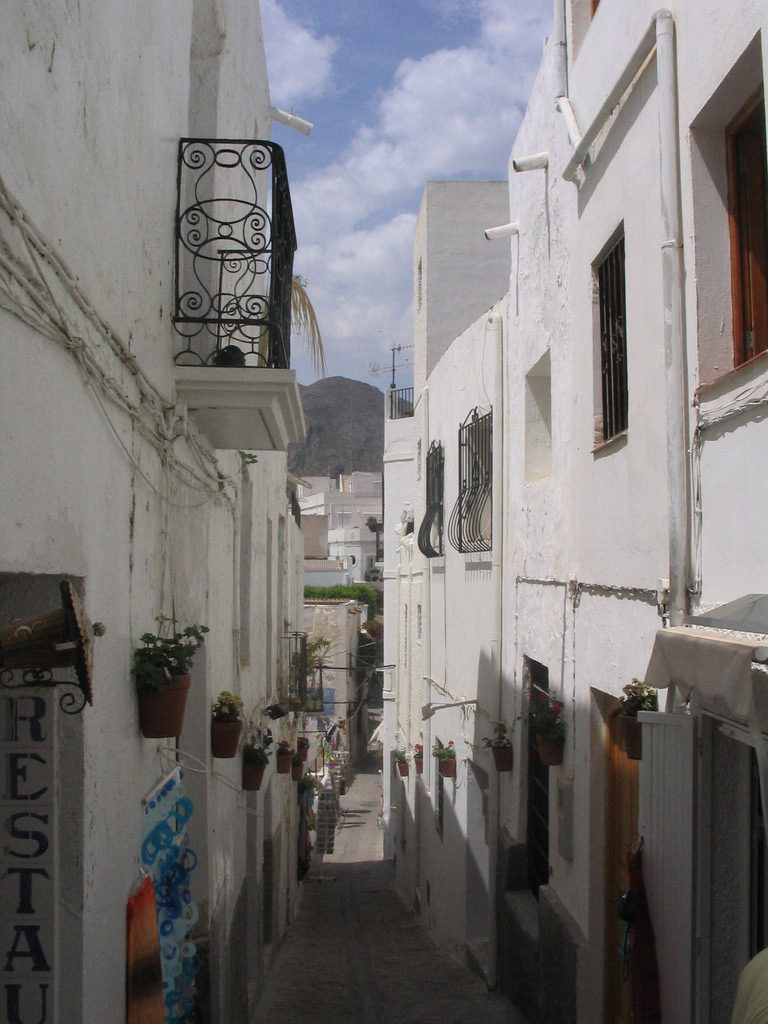
Straat in Mojácar
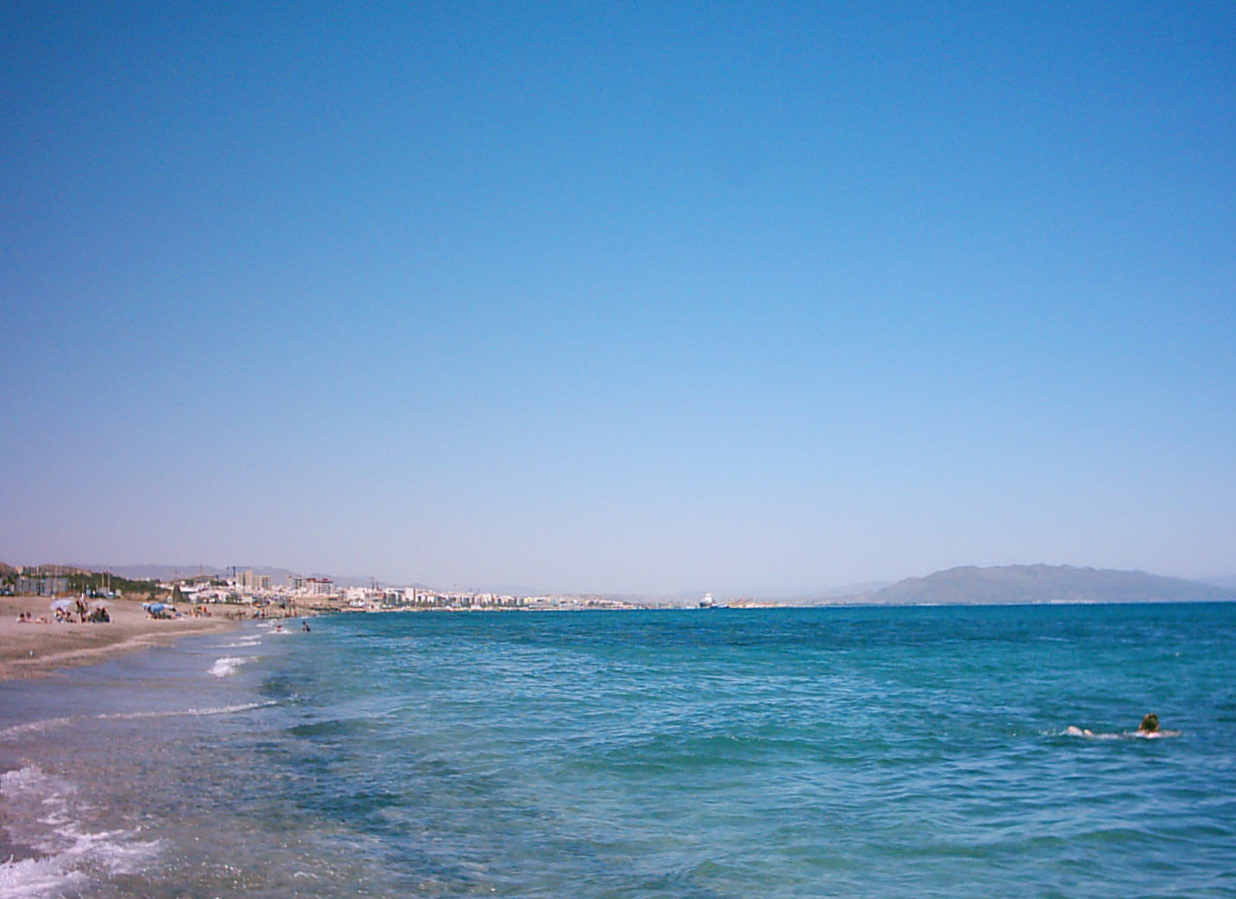
Strand van Mojácar

## Demografische ontwikkeling
Bron: INE, 1857-2011: volkstellingen
Abla · Abrucena · Adra · Albánchez · Alboloduy · Albox · Alcolea · Alcóntar · Alcudia de Monteagud · Alhabia · Alhama de Almería · Alicún · Almería · Almócita · Alsodux · Antas · Arboleas · Armuña de Almanzora · Bacares · Balanegra · Bayárcal · Bayarque · Bédar · Beires · Benahadux · Benitagla · Benizalón · Bentarique · Berja · Canjáyar · Cantoria · Carboneras · Castro de Filabres · Chercos · Chirivel · Cóbdar · Cuevas del Almanzora · Dalías · El Ejido · Enix · Felix · Fines · Fiñana · Fondón · Gádor · Los Gallardos · Garrucha · Gérgal · Huécija · Huércal de Almería · Huércal-Overa · Illar · Instinción · Laroya · Láujar de Andarax · Líjar · Lubrín · Lucainena de las Torres · Lúcar · Macael · María · Mojácar · La Mojonera · Nacimiento · Níjar · Ohanes · Olula de Castro · Olula del Río · Oria · Padules · Partaloa · Paterna del Río · Pechina · Pulpí · Purchena · Rágol · Rioja · Roquetas de Mar · Santa Cruz de Marchena · Santa Fe de Mondújar · Senés · Serón · Sierro · Somontín · Sorbas · Suflí · Tabernas · Taberno · Tahal · Terque · Tíjola · Las Tres Villas · Turre · Turrillas · Uleila del Campo · Urrácal · Velefique · Vélez-Blanco · Vélez-Rubio · Vera · Viator · Vícar · Zurgena